# Saab BioPower

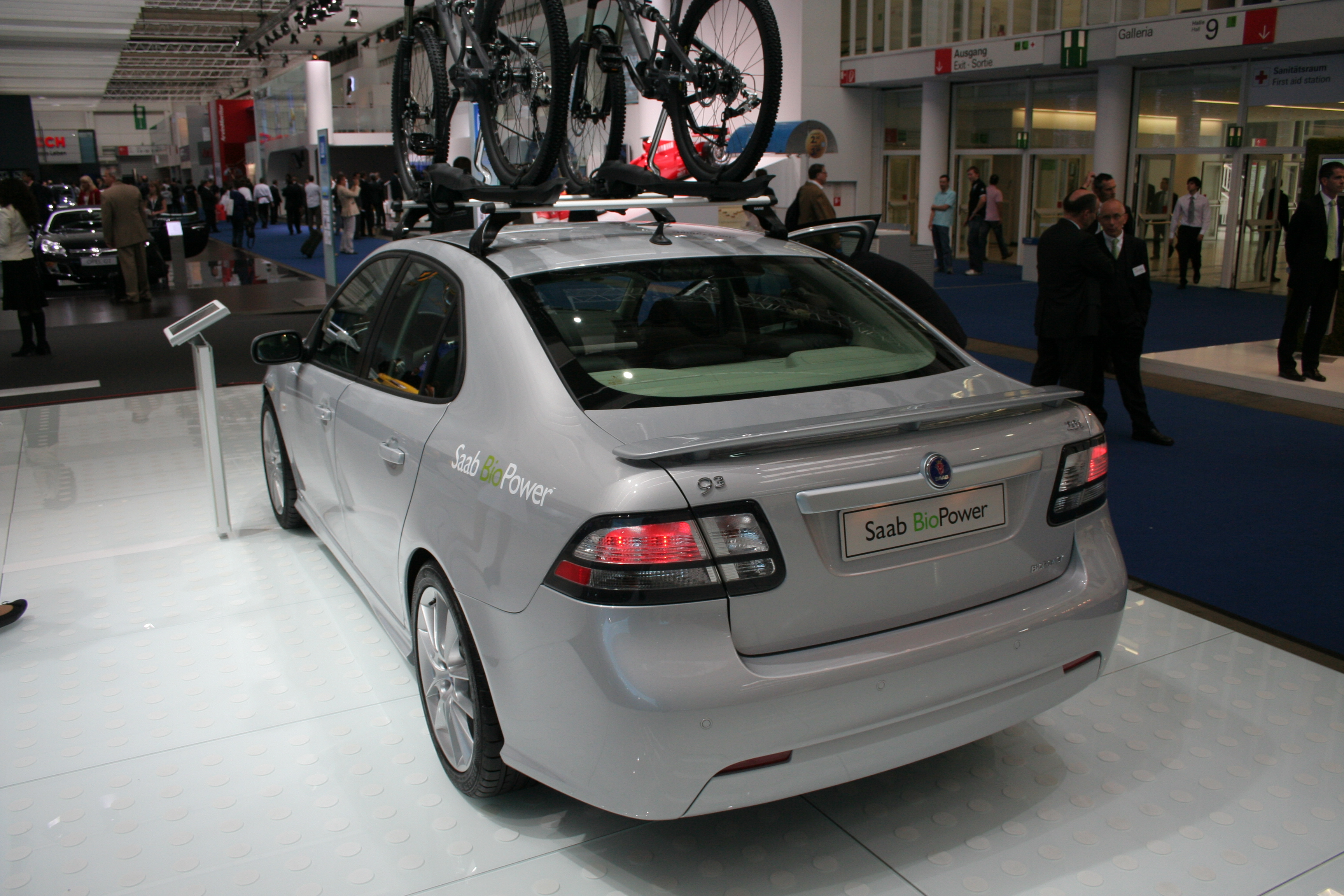
Saab 9-3 SportSedan BioPower.

Saab Biopower är Saabs benämning på sina motorer som drivs av etanol.
De använder bensin/etanol-blandningar med upp till 85% etanol, även kallat E85, och har funnits sedan 2005. Tillsammans med en turbo kan motor och bränslesystem ta vara på det högre oktantalet i etanol och en Saab 9-5 med B205 BioPower ger 150 hk (110 kW) på bensin och 180 hk (132 kW) på E85. Liknande effektökningar är möjliga med B235-motorn där bensin ger 185 hk och E85 ger 210 hk.
På Stockholms Bilsalong 2006 visade SAAB upp en BioPower-hybridmotor som kombinerade en BioPower-motor med en elmotor. 
2007 släpptes motorn 1.8t BioPower, som är en 2,0 litersmotor med lättrycksturbo, till SAAB 9-3. När denna körs på bensin ger motorn 150 hk, och med E85 175 hk. I samband med att denna motor lanserades skrevs sången Release me som musik till reklamfilmen.
Denna motor kompletterades senare med 2.0t BioPower, samma 2.0-litersmotor med annan programvara jmf med 1.8t, som ger 175 hk på bensin och 200 hk på E85.